# Hylocharis
Hylocharis  (saffierkolibries) is een geslacht van vogels uit de familie kolibries (Trochilidae) en de geslachtengroep Trochilini (briljantkolibries).

## Soorten
Het geslacht kent de volgende soorten:
- Hylocharis chrysura  – Gouden saffierkolibrie
- Hylocharis sapphirina  – Roodkeelsaffierkolibrie